# Keda Cone
Keda Cone är ett berg i Kanada.   Det ligger i provinsen British Columbia, i den centrala delen av landet, 3 900 km väster om huvudstaden Ottawa. Toppen på Keda Cone är 1 831 meter över havet. Keda Cone ingår i Spectrum Range.
Terrängen runt Keda Cone är kuperad norrut, men söderut är den bergig. Trakten runt Keda Cone är nära nog obefolkad, med mindre än två invånare per kvadratkilometer.. Det finns inga samhällen i närheten.
Trakten runt Keda Cone består i huvudsak av gräsmarker.